# Le Père (film, 1969)
Pour les articles homonymes, voir Le Père.
Pour plus de détails, voir Fiche technique et Distribution.
Le Père (titre original : Fadern) est un film suédois réalisé par Alf Sjöberg, sorti en 1969. 
Il s'agit d'une adaptation de la pièce éponyme d'August Strindberg, écrite en Suède en 1887 et créée en 1890 dans le cadre du Freie Bühne (de) (« scène libre ») au Residenz Theater, fondé à Berlin en 1889.

## Synopsis
Le film adapte de manière rigoureuse l'œuvre du dramaturge suédois : au début du siècle, un couple bourgeois se livre un combat implacable, utilisant leur fille, Bertha, comme arme. Le mari est un militaire et un scientifique : il symbolise l'esprit d'une société patriarcale dûment disciplinée. Dans un tel contexte, la femme doit utiliser ses minces parcelles de pouvoir d'une façon insinuante. Et c'est ainsi qu'elle arrive à ses fins entraînant son époux vers la folie...

## Fiche technique
- Titre du film : Le Père
- Titre original : Fadern
- Réalisation et scénario : Alf Sjöberg, d'après la pièce d'August Strindberg, publiée en 1887.
- Photographie : Lasse Björne - Eastmancolor
- Musique : Torbjörn Lundquist
- Montage : Wic Kjellin
- Décors : Bibi Lindström
- Production : Svenska Filminstitutet/Sveriges Radio
- Pays de production :  Suède
- Durée : 98 minutes
- Date de sortie : 10 octobre 1969

## Distribution
- Georg Rydeberg : Adolf
- Gunnel Lindblom : Laura
- Lena Nyman : Bertha
- Sif Ruud : Margaret
- Jan-Olof Strandberg : Docteur Österberg